# Apple Magic Trackpad

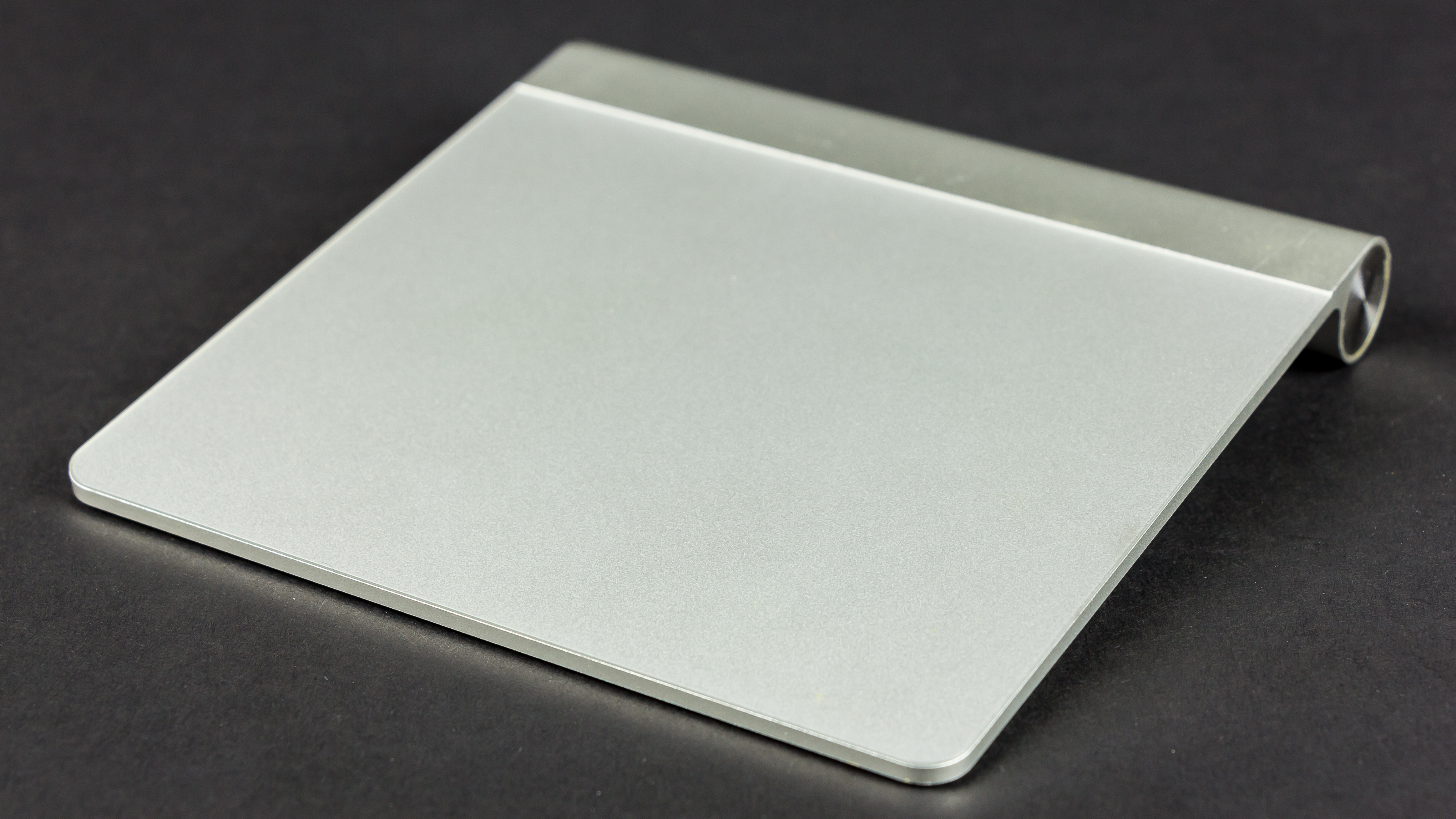
Apple Magic Trackpad

Magic Trackpad är en multi-touch styrplatta tillverkad av Apple Inc. Den släpptes den 27 juli 2010. Den påminner om styrplattan som finns på dagens modeller av MacBook Pro, men den är 80 % större. 
En uppdaterad version, Apple Magic Trackpad 2, släpptes den 13 oktober 2015.

## Beskrivning
Styrplattan är tillverkad av glas och aluminium. Den är designad i samma stil som Apple Wireless Keyboard, och kan sättas bredvid denna. Hela styrplattan kan användas för att navigera muspekaren på datorskärmen, samt ett flertal kommandon länkade med klick.
Apple Magic Trackpad ansluts via Bluetooth, och drivs av två stycken AA-batterier.

## Kompatibla operativsystem
- Mac OS X Snow Leopard version 10.6.4 och högre.
- Windows 7, Windows XP, och Windows Vista körd via Apples programvara Boot Camp.
- Ubuntu Linux kan konfigureras för att stödja de flesta multi-touch kommandon som Mac OS har.[6][7]
- Android 4.x (mobila enheter)
- Chrome OS (Chromebook enheter)